# 西村秀和
西村 秀和（にしむら ひでかず、1963年1月26日 - ）は、工学者、慶應義塾大学大学院システムデザイン・マネジメント研究科教授、工学博士。

## 人物紹介
慶應義塾大学工学部卒業、同大学大学院修士課程理工学研究科修了、同大学大学院理工学研究科博士課程修了、工学博士。吉田和夫研究室出身。
千葉大学工学部電子機械工学科助教授、慶應義塾大学先導研究センター教授を経て、同大学院システムデザイン・マネジメント研究科教授。
専門はシステムズエンジニアリング・制御工学。自動車、鉄道、機械・建築構造物の安全制御システムデザイン。2011年日本機械学会機械力学・計測制御部門長。
SysMLを用いたモデル駆動型システム開発の普及に尽力。

## 著書
- 運動と振動の制御の最前線、共立出版、2007（共著）
- MATLABによる制御系設計、東京電機大学出版局、1998（共著）
- MATLABによる制御理論の基礎、東京電機大学出版局、1998（共著）

## 賞罰
- 日本機械学会機械力学計測制御部門パイオニア賞 （2005、国内 ）
- IBM Faculty Award (2008)

## 趣味
- スキューバダイビング